# Protonoceras argocephala
Protonoceras argocephala is een vlinder van de familie van de grasmotten (Crambidae). De wetenschappelijke naam van deze soort is voor het eerst voorgesteld als Archernis argocephala door Oswald Bertram Lower in een publicatie uit 1903.
De soort komt voor in Australië (Queensland).